# 草薙俊祈
草薙 俊祈（5月21日—），日本漫畫家。福岡縣出身。同人誌時期，使用「陵 俊祈」這個筆名。

## 作品
- 《少年進化論》系列、原名《少年進化論（日语：少年進化論）》

1. 少年進化論序曲、全1冊
2. 少年進化論 plus、全5冊
3. 少年進化論、7冊待續

- 天使祝詞、5冊待續、原名《天使祝詞 (漫画)（日语：天使祝詞 (漫画)）》
- TOY'S流浪一族、3冊待續、原名

## 外部連結
- （日語）
- （日語）